# 4627 Pinomogavero
A 4627 Pinomogavero (ideiglenes jelöléssel 1985 RT2) a Naprendszer kisbolygóövében található aszteroida. Henri Debehogne fedezte fel 1985. szeptember 5-én.